# Wenceslao López Albo
Wenceslao López Albo (Santander, Cantabria, España, 1889 - Ciudad de México, 1944) fue primer director de la Casa de Salud Valdecilla, psiquiatra y neurólogo.

## Biografía
Nació probablemente en Santander, aunque su infancia es seguro transcurrió en Colindres, pueblo de la costa oriental de Cantabria. Estudió Medicina en Valladolid y en la Central de Madrid el doctorado, que obtuvo con sobresaliente y premio extraordinario en 1914. Fuertemente vinculado con la Junta para la Ampliación de Estudios e Investigaciones Científicas, afianza conocimientos en el Laboratorio de Histología de Santiago Ramón y Cajal y en el Manicomio de Ciempozuelos. Amplía estudios en Berlín, donde visita a los profesores Bonhoeffe, Lewandowski, Krause y Oppenheim. De Alemania pasa a Francia, donde hace lo propio con Pierre Marie y con el profesor Föester, que dirigía una clínica pionera en realizar intervenciones quirúrgicas sobre el sistema nervioso.
A su vuelta a España, en 1915, abre una consulta privada en Bilbao que pronto alcanza una excelente reputación. Más tarde será nombrado Jefe de la Consulta de Neuropsiquiatría del Hospital Civil de la misma ciudad, donde desarrolla una importante labor en el campo de la neurología. En 1924 es nombrado Médico Director del Manicomio de Zaldívar. 
Cesa en 1928 para dirigir, por invitación del Marqués de Valdecilla, asesorado por Gregorio Marañón y Pío del Río Hortega, la Casa de Salud Valdecilla, inaugurada en 1929, y para poner en marcha su Servicio de Neuropsiquiatría. En 1930 renuncia al cargo por disensiones con la marquesa de Pelayo, sobrina del marqués, que presiona al Patronato Rector del Hospital para impedir la creación de un cuerpo de enfermería seglar profesional. Fruto de estas tensiones, Wenceslao López Albo es relegado a funciones puramente médicas, recayendo las funciones directivas, docentes y administrativas en la Madre Superiora de las Hermanas de la Caridad de San Vicente Paúl.
Regresó a Bilbao, siendo uno de los promotores de la Agrupación al Servicio de la República; militó en el Partido Republicano Radical Socialista y –en 1934– en Izquierda Republicana. También retomó su consulta y –elegido concejal  de Bilbao el 12 de abril de 1931– se implicó en la creación de la Universidad Vasca siendo uno de los cinco firmantes de la propuesta de acuerdo “Pro Universidad Vasca...”. En septiembre de 1931, Wenceslao López Albo retoma la dirección de la Casa de Salud con el triunfo en las urnas del Frente Popular. Durante los meses de guerra, en Santander puso en marcha, entre otros, un proyecto que podría considerarse precedente de la Universidad de Cantabria, como fue la Escuela Libre de Medicina de la Casa de Salud Valdecilla.
Al caer la ciudad de Santander en manos de los sublevados franquistas, agosto de 1937, embarca con su mujer e hijos hacia San Juan de Luz, y de allí a Niza. En Niza gestiona la entrega del radium del hospital al Gobierno de la República en París, que pasará posteriormente a México para más tarde volver al hospital de procedencia. De Francia pasa a Barcelona, donde desempeña el cargo de Director de Sanidad Militar del Ejército Republicano hasta 1939. Cuando Barcelona cae, viaja a Cuba, de donde era originaria su esposa y no le permitieron ejercer su profesión. De Cuba, en 1940, se desplaza a Monterrey, en México, y de aquí dos años después a México capital, donde es nombrado Jefe de Sala de Neuropsiquiatría y Neurocirugía del Sanatorio Español de México.
En la capital de México fallece el 28 de diciembre de 1944, a los 55 años, tras ser intervenido del riñón.